# NGC 112
NGC 112 (również PGC 1654 lub UGC 255) – galaktyka spiralna (Sc), znajdująca się w gwiazdozbiorze Andromedy. Odkrył ją Lewis A. Swift 17 września 1885 roku.